# Columna rostrata

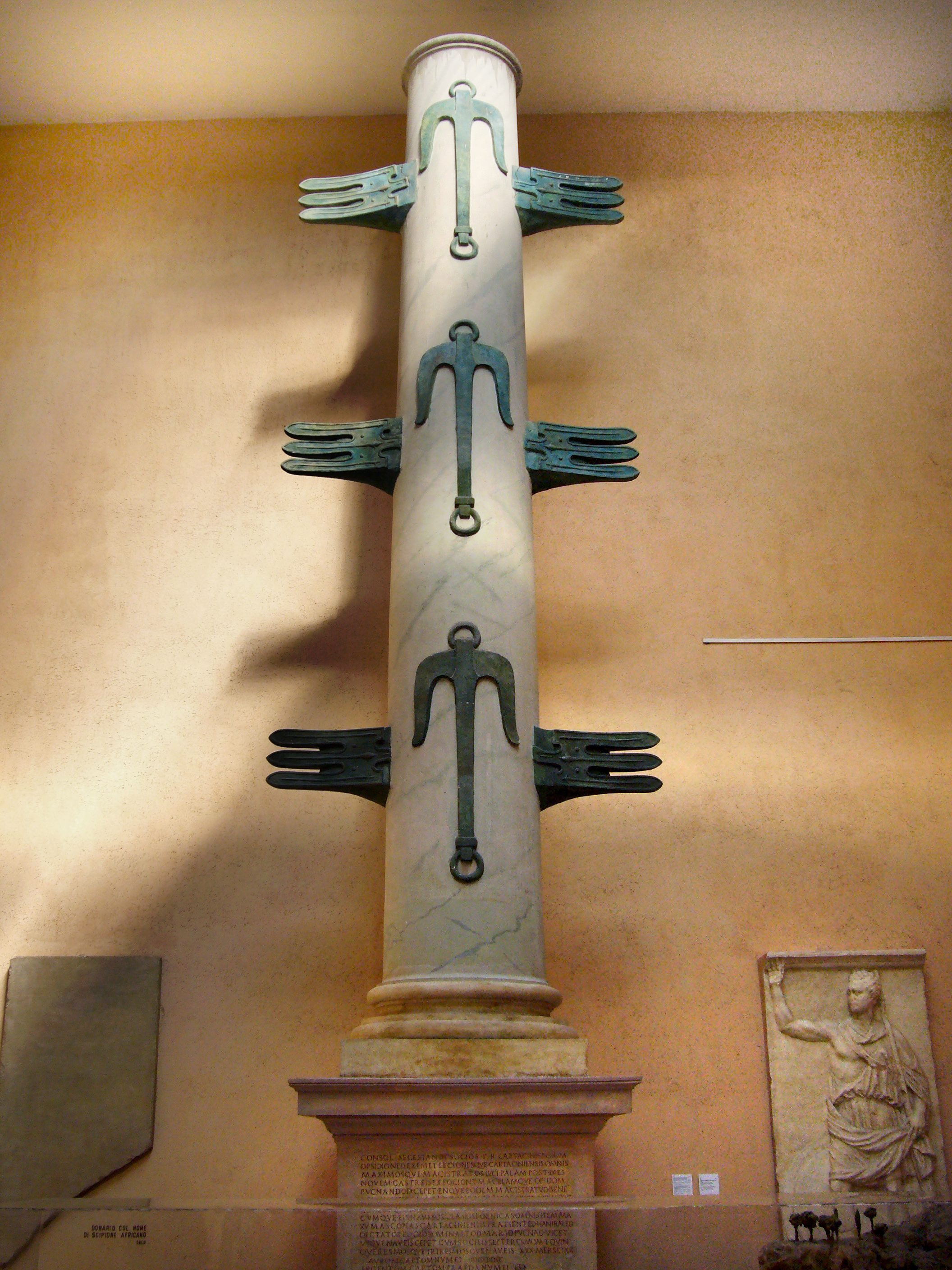
Rekonstruktion des antiken Originals, um 260 v. Chr.

Als Columna rostrata bezeichnet man eine mit echten oder symbolischen Rammspornen vom Bug feindlicher Schiffe geschmückte Ehrensäule für besondere Leistungen der Seekriegsführung oder andere nautische Großtaten. In der Neuzeit werden sie teilweise als Straßenlaternen genutzt.

## Beispiele

### Antike
Vorbildhaft wurde die 1565 am Fuße des Kapitols mitsamt einer Inschrift wieder aufgefundene Säule des Gaius Duilius am Forum Romanum. Duilius, der die Flotte Karthagos 260 v. Chr. bei Mylae besiegte, war der erste Römer, der für einen Sieg zur See mit einem Triumphzug geehrt wurde. Die mitgeführten Rammsporne vom Bug (lateinisch rostrum) der eroberten Schiffe wurden später in seine Ehrensäule (columna rostrata) integriert. Wohl unter Augustus, der selbst eine columna rostrata auf dem Forum Romanum erhielt, wurden Säule und zugehörige Inschrift des Duilius erneuert, wobei der Text des 3. Jahrhunderts v. Chr., das sogenannte elogium Duilii, beibehalten wurde.

### Neuzeit
Neuzeitliche Beispiele nach antikem Vorbild finden sich unter anderem in Sankt Petersburg (mit Leuchtfeuern), in Wladiwostok, Bordeaux sowie bei dem im Jahr 1892 zum 400-jährigen Jubiläum der Amerikafahrt des Christoph Columbus errichteten Columbus Memorial am Columbus Circle in New York.
Eine monumentale Columna rostrata ist auch die für Wilhelm von Tegetthoff, den Sieger der Schlacht von Lissa errichtete Ehrensäule am Wiener Praterstern (Tegetthoff-Denkmal). Eine seinem Oberbefehlshaber, dem Erzherzog Ferdinand Maximilian 1876 gewidmete kleinere Rostrensäule befand sich ursprünglich in Pula und wurde nach dem Ersten Weltkrieg als Dokument der wettgemachten Niederlage Italiens als Siegestrophäe nach Venedig an den Rand der Giardini pubblici transferiert.

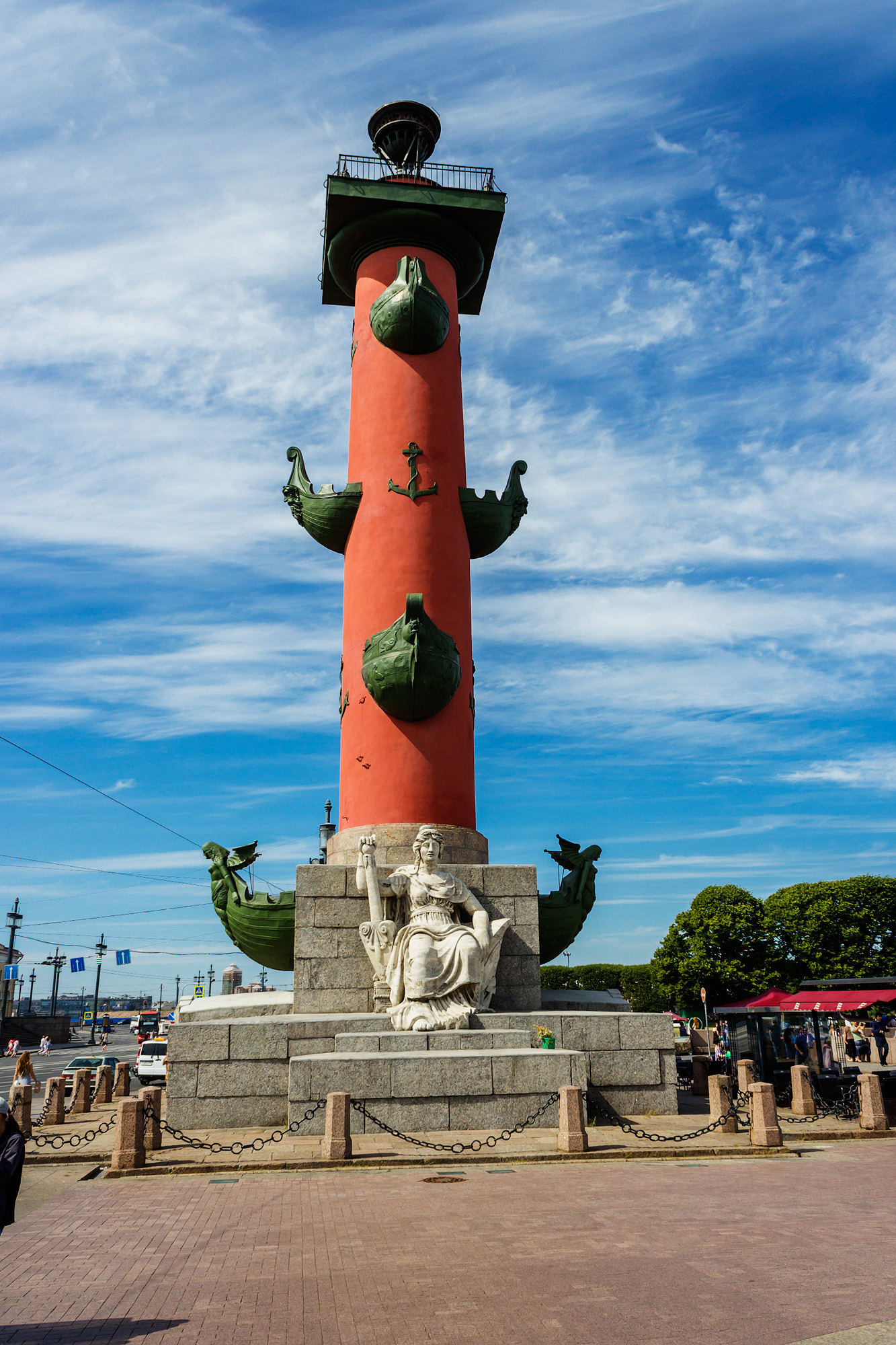
Sankt Petersburg, 1810
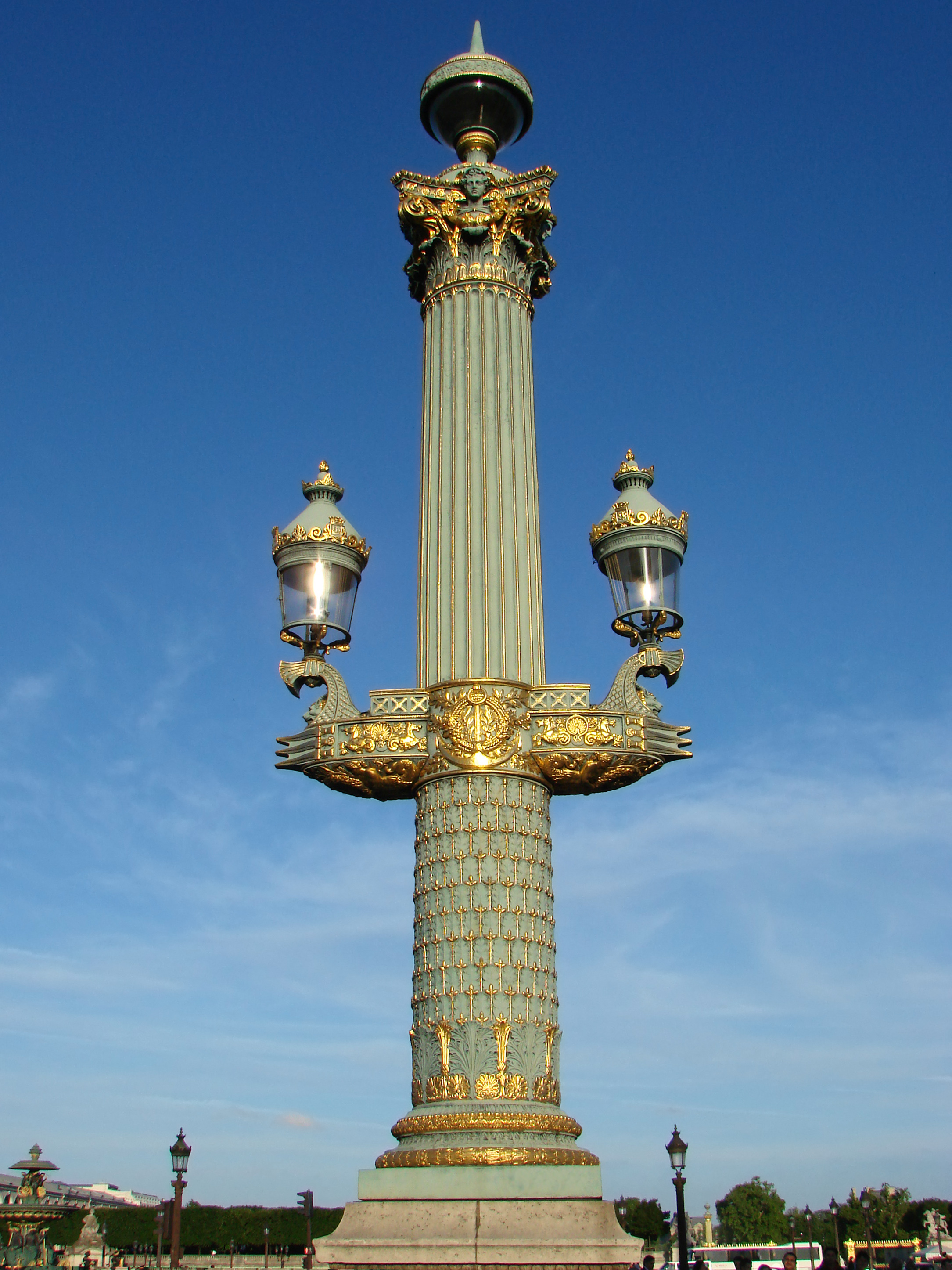
Paris, Place de la Concorde, um 1840
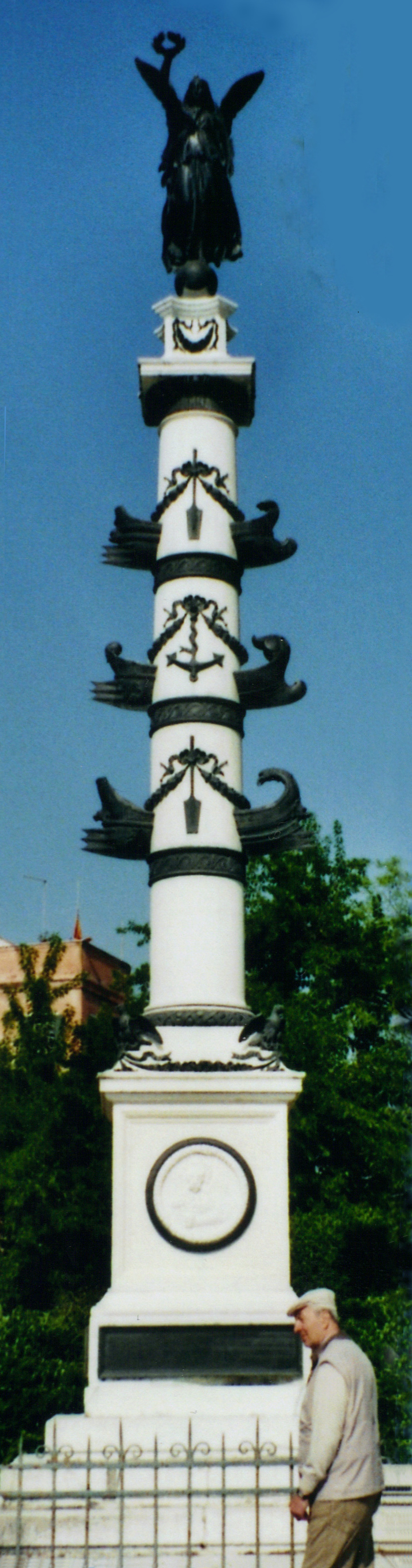
Venedig, 1876
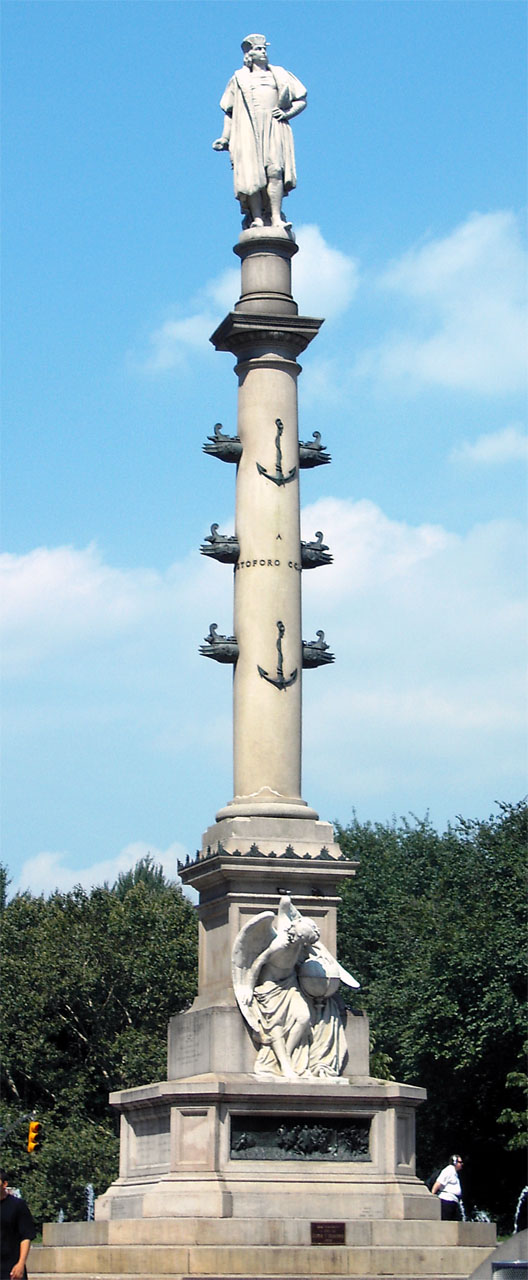
Columbus-Monument, New York, 1892
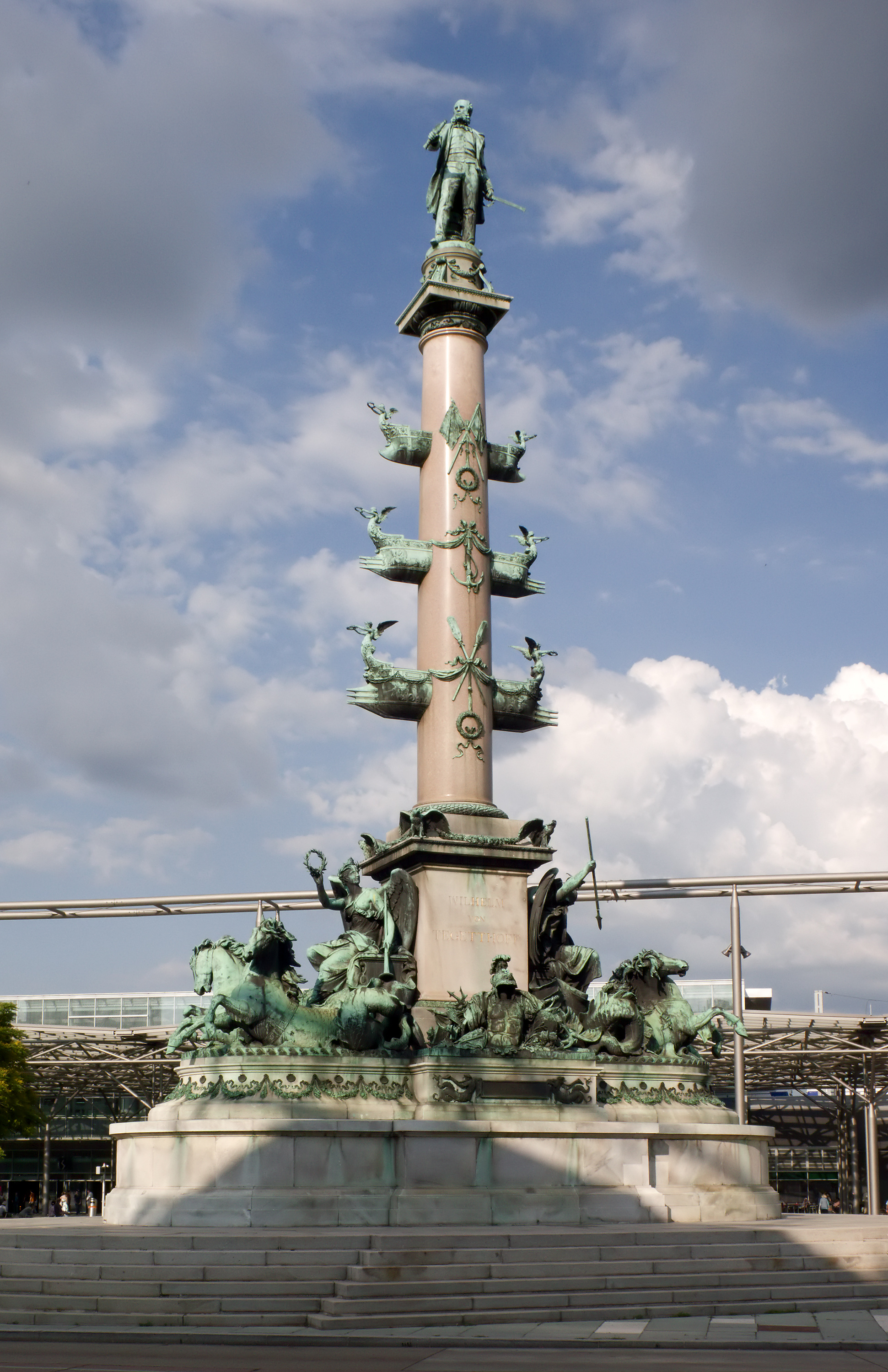
Tegetthoffdenkmal am Praterstern, Wien, 1896